# Manaure (La Guajira)
Manaure is een gemeente in het Colombiaanse departement La Guajira. De gemeente telt 68.578 inwoners (2005).

## Zoutwinning
De belangrijkste economische sectoren van de gemeente zijn de zoutwinning in de Salinas de Manaure, aardgasproductie door Chevron en het toerisme vanwege het Santuario de Fauna y Flora Los Flamencos, waar de rode flamingo voorkomt.

## Afbeeldingen

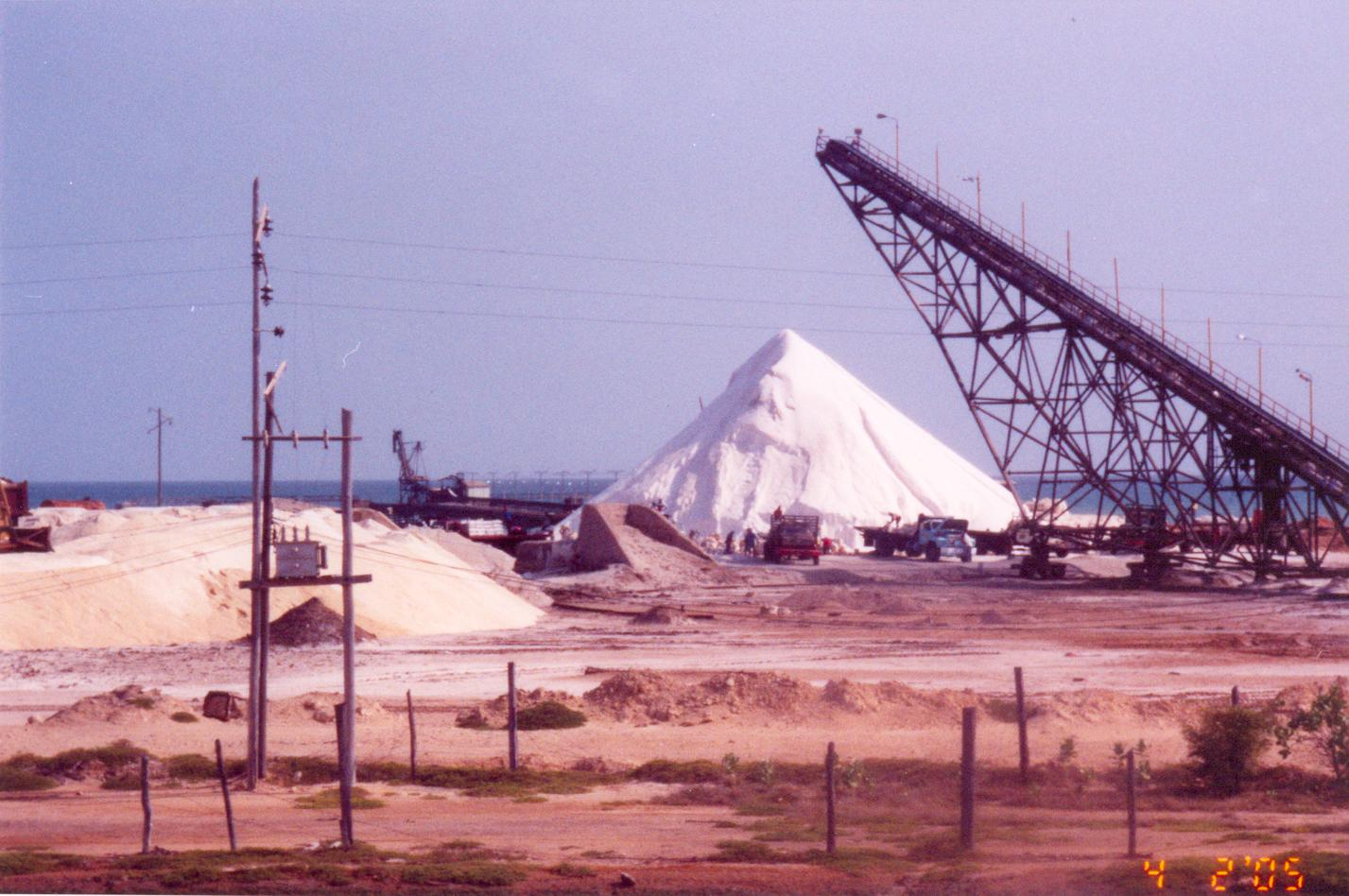
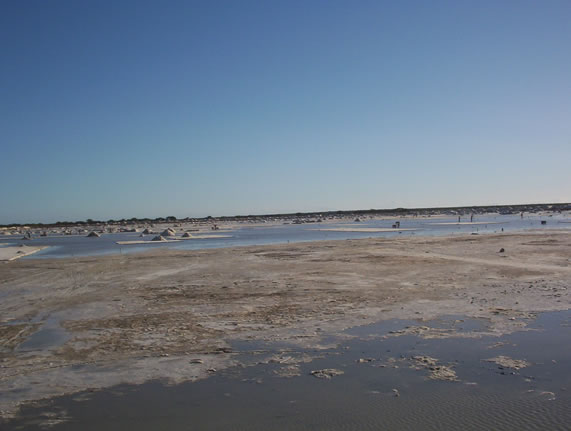
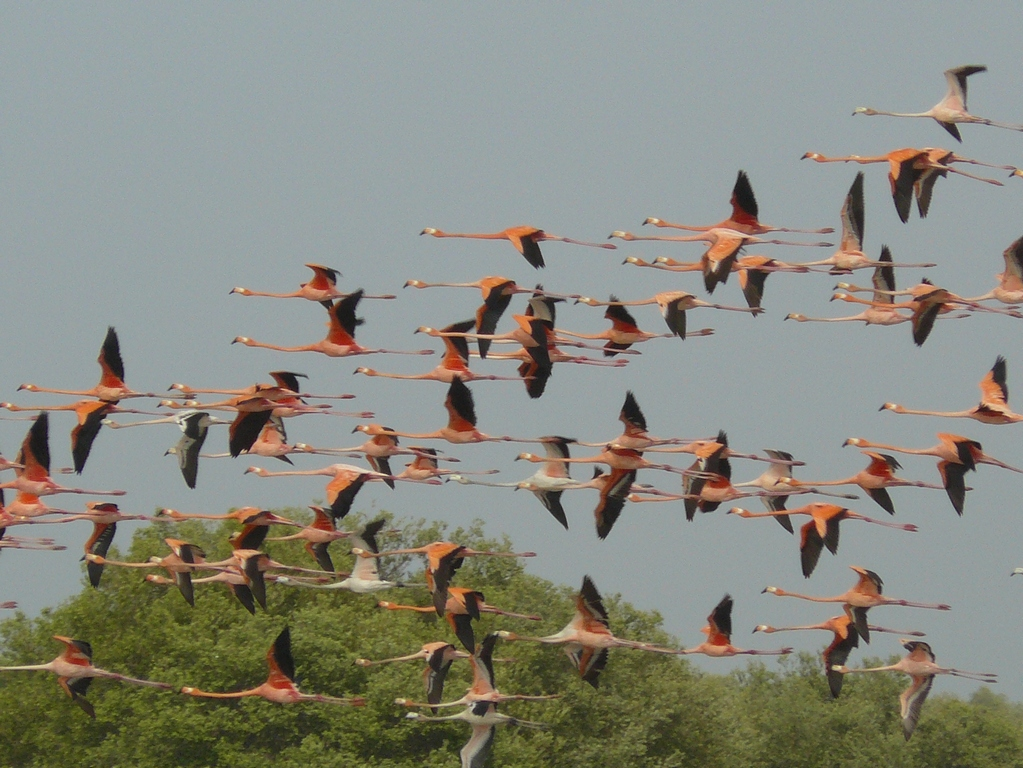
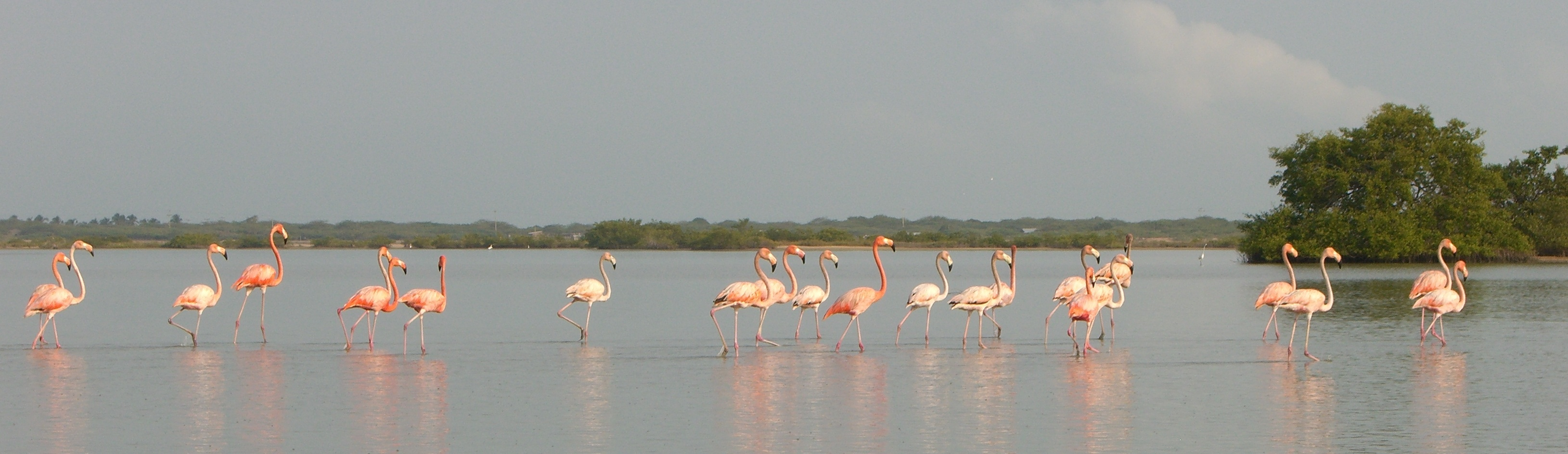

Albania · Barrancas · Dibulla · Distracción · El Molino · Fonseca · Hatonuevo · La Jagua del Pilar · Maicao · Manaure · Riohacha · San Juan del Cesar · Uribia · Urumita · Villanueva